# Hans Henrik Liewen den yngre
Hans Henrik von Liewen (den yngre), född 1704, död den 25 november 1781 i Stockholm, var en svensk greve, riksråd, diplomat, militär och riksmarskalk.
Liewen utnämndes 1720 till hovjunkare och började samtidigt sin militära karriär och blev 1747 överste för Södra skånska kavalleriregementet, 1750 generalmajor och 1756 generallöjtnant.
Utöver sin militära karriär hade Liewen även en politisk och diplomatisk. År 1739 skickades han som medlem i en svensk beskickning till Konstantinopel. Han ingick även i den blivande kung Adolf Fredriks innersta krets.
Under det pommerska kriget gjorde han dock inga bestående insatser utan sändes 1759 med en ambassad till S:t Petersburg. År 1760 blev han riksråd, en post han innehade till 1766 då den nya politiska ledningen utnämnde honom till generalguvernör i Svenska Pommern. Denna uppgift utförde han väl men blev 1772 återkallad av Gustav III till Stockholm. Denne utnämnde honom till överstemarskalk och kort efter det till riksmarskalk.
Liewen invaldes 1750 som ledamot nummer 124 av Kungliga Vetenskapsakademien och år 1762 utnämndes han till serafimerriddare. Dessutom var han 1766–1767 kansler för Åbo universitet och han var även under sin generalguvernörstid kansler för Greifswalds universitet.
Liewen var son till Hans Henrik von Liewen den äldre och bror till Carl Fredrik von Liewen. Han avled ogift i Stockholm 1781.